# Rosse boomekster
De rosse boomekster (Dendrocitta vagabunda) is een zangvogel uit de familie van de kraaien en het geslacht boomeksters (Dendrocitta).

## Kenmerken
De rosse boomekster is in totaal 46–50 cm lang. Hij heeft een 19–26 cm lange staart die trapvormig afloopt en bruin-wit-zwarte vleugels. De poten zijn zwart en met 32–37 mm betrekkelijk klein. De zwarte snavel is relatief kort (30–37 mm), gebogen en sterk. De rosse boomekster weegt ongeveer 90–130 g.
De soort is van onder licht bruinachtig of zandkleurig gekleurd. De kop en de nek zijn donkerbruin tot zwart. De Rosse boomekster heeft korte zwarte veren boven de neusgaten. De rug is bruin en wordt lichter richting staart. De staart is grijs met zwarte uiteinden.

## Leefwijze
Rosse boomeksters foerageren in de kronen van bomen en door struikgewas, soms alleen, vaak ook in groepjes. Ze eten grote vruchten, bessen, grote insecten zoals kevers, eieren van anderen vogelen en aas. Het zijn vrij brutale vogels die gemakkelijk uit de hand komen eten.

## Verspreiding en leefgebied
De rosse boomekster is een vrij algemene vogel in bosland, parken en tuinen. Hij komt voor de Pakistan tot Vietnam en de Himalaya is de noordelijke grens van de distributie. De soort leeft vooral op een hoogte tussen 0 en 1000 m maar in de zuidelijke Himalaya ook tot 2100 m boven de zeespiegel.
De soort telt negen ondersoorten:
- D. v. bristoli: oostelijk Pakistan en noordelijk India.
- D. v. vagabunda: van noordoostelijk en het oostelijke deel van Centraal-India tot Bangladesh.
- D. v. behni: westelijk en het westelijke deel van Centraal-India.
- D. v. parvula: zuidwestelijk India.
- D. v. pallida: zuidoostelijk India.
- D. v. sclateri: westelijk en noordelijk Myanmar.
- D. v. kinneari: van centraal Myanmar tot zuidelijk China en noordwestelijk Thailand.
- D. v. saturatior: zuidoostelijk Myanmar en zuidwestelijk Thailand.
- D. v. sakeratensis: van centraal Thailand tot zuidelijk Vietnam.

## Status
In grote delen van het verspreidingsgebied is het een algemene tot zeer algemene vogel, behalve in Vietnam. Er is geen aanleiding te veronderstellen dat de soort in aantal achteruit gaat. Om deze redenen staat deze boomekster als niet bedreigd op de Rode Lijst van de IUCN.